# Vrhaveč

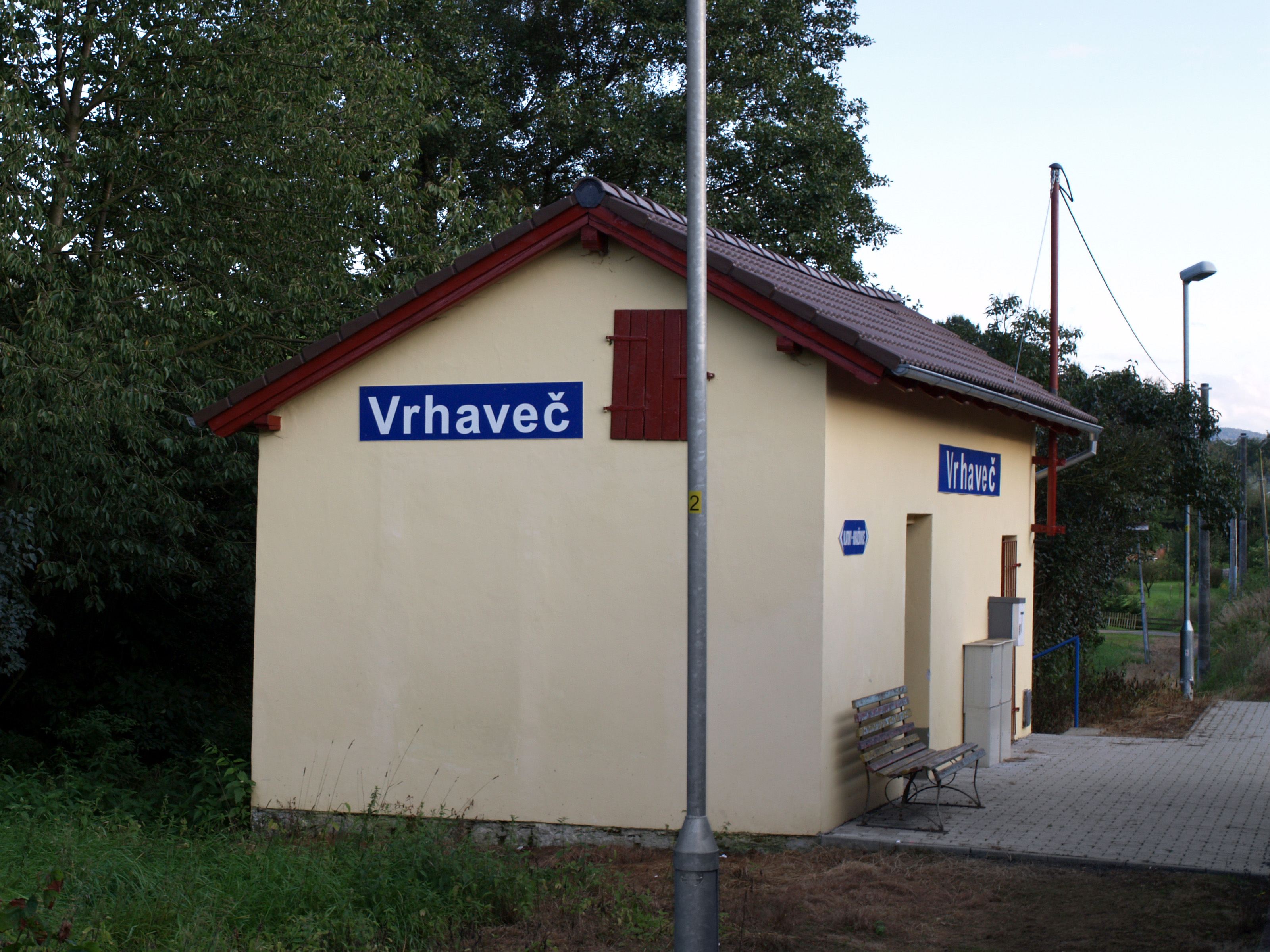
Bahnstation Vrhaveč

Vrhaveč (deutsch Werhawetsch, früher Wrhawec) ist eine Gemeinde in Tschechien. Sie liegt sechs Kilometer südlich von Klatovy und gehört zum Okres Klatovy.

## Geographie
Vrhaveč befindet sich im Tal des Baches Drnový potok in der Strážovská vrchovina (Drosauer Bergland). Nordöstlich erhebt sich der Holý vrch (545 m), im Osten die Lipka (554 m) und der Červ (609 m), südöstlich die Babí hora (616 m), im Süden die Úliště (690 m), südwestlich der Na Běhání (605 m) sowie im Nordwesten die Holinka (544 m). Durch Vrhaveč verläuft die Europastraße 53 / Staatsstraße I/27 zwischen Klatovy und Železná Ruda sowie die Bahnstrecke Horažďovice předměstí–Klatovy.
Nachbarorte sind Malá Víska und Luby im Norden, U Mlýna, Sobětice, Hejno und Újezdec im Nordosten, Srbice, U Ublů und V Klapárně im Osten, U Hájníků, Křištín, Střeziměř und Chlistov im Südosten, Dubový Mlýn, Radinovy, Neznašovy und Černé Krávy im Süden, Lehom, Loučany, Pláň, Javor und Klenová im Südwesten, Horní Lhota und Týnec im Westen sowie Vacovy, V Oborách und Loreta im Nordwesten.

## Geschichte
Erstmals erwähnt wurde der Hof Vrhavcův Dvůr im Jahre 1379. In der Mitte des 17. Jahrhunderts erwarb Wilhelm Albrecht von Kolowrat-Krakowsky das Gut Kouskova Lhota und schlug es seiner Herrschaft Teinitzl zu.
Bis zur Mitte des 19. Jahrhunderts blieb Wrhawec nach Teinitzl untertänig.
Nach der Aufhebung der Patrimonialherrschaften bildete Vrhavec/Wrhawec ab 1850 einen Ortsteil der Gemeinde Malá Véska im Gerichtsbezirk Klattau. Ab 1868 gehörte das Dorf zum Bezirk Klattau. Ab 1899 bildete Vrhavec eine eigene Gemeinde. Der heutige Ortsname Vrhaveč wird seit 1916 verwendet. Im Jahre 1961 wurden Malá Víska, Neznašovy und Radinovy eingemeindet.

## Gemeindegliederung
Die Gemeinde Vrhaveč besteht aus den Ortsteilen und Katastralbezirken Malá Víska (Maloweska, 1939–45 Dörfel), Neznašovy (Nesnaschau), Radinovy (Radinau) und Vrhaveč (Werhawetsch). Zu Vrhaveč gehören außerdem die Weiler Černé Krávy und Hejno sowie die Einschichten Cihelna, Dubový Mlýn, U Hájníků, V Klapárně und Zavadilka.

## Sehenswürdigkeiten
- Feste Kouskova Lhota in Černé Krávy, errichtet im 14. Jahrhundert

## Galerie

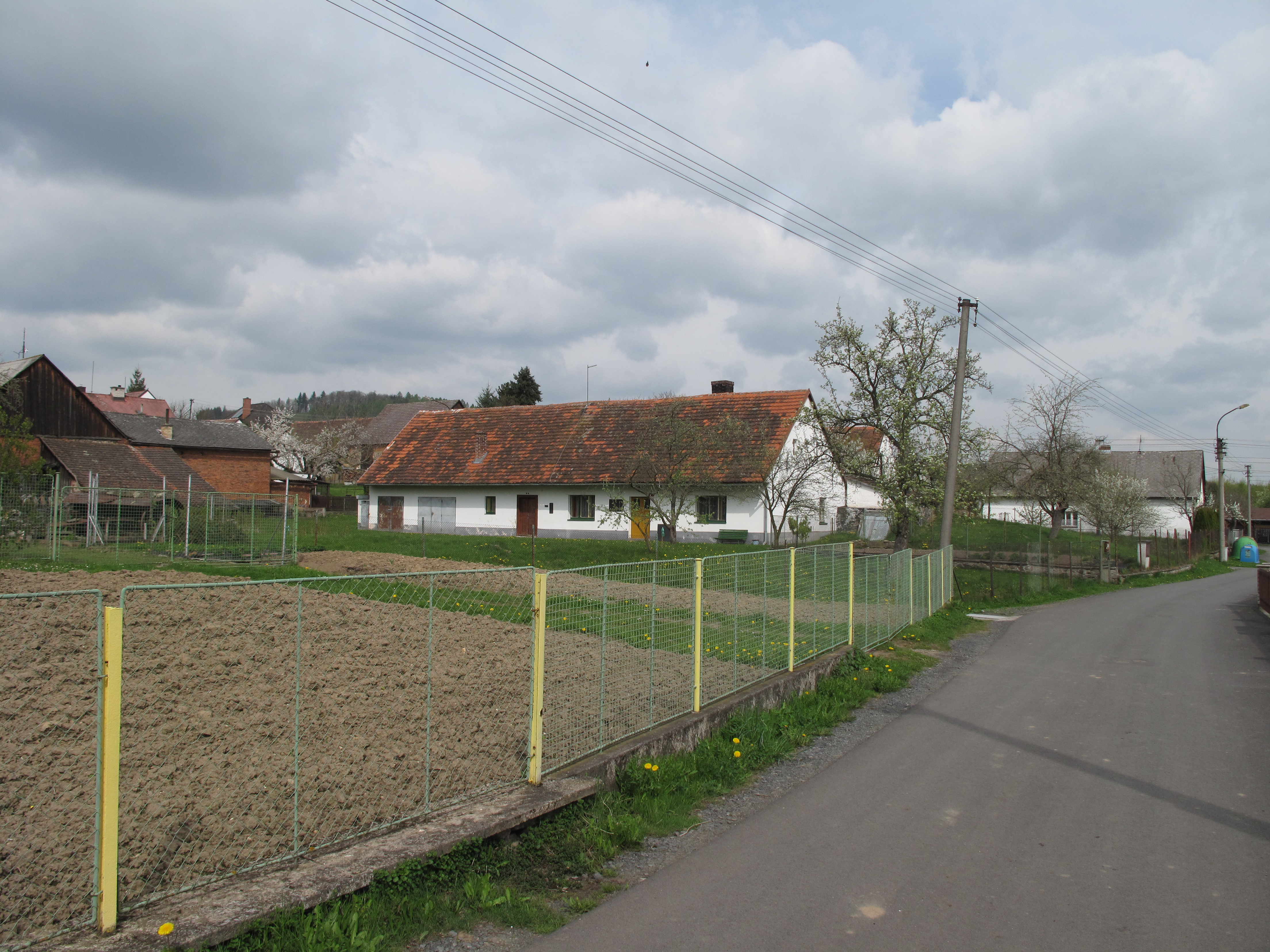
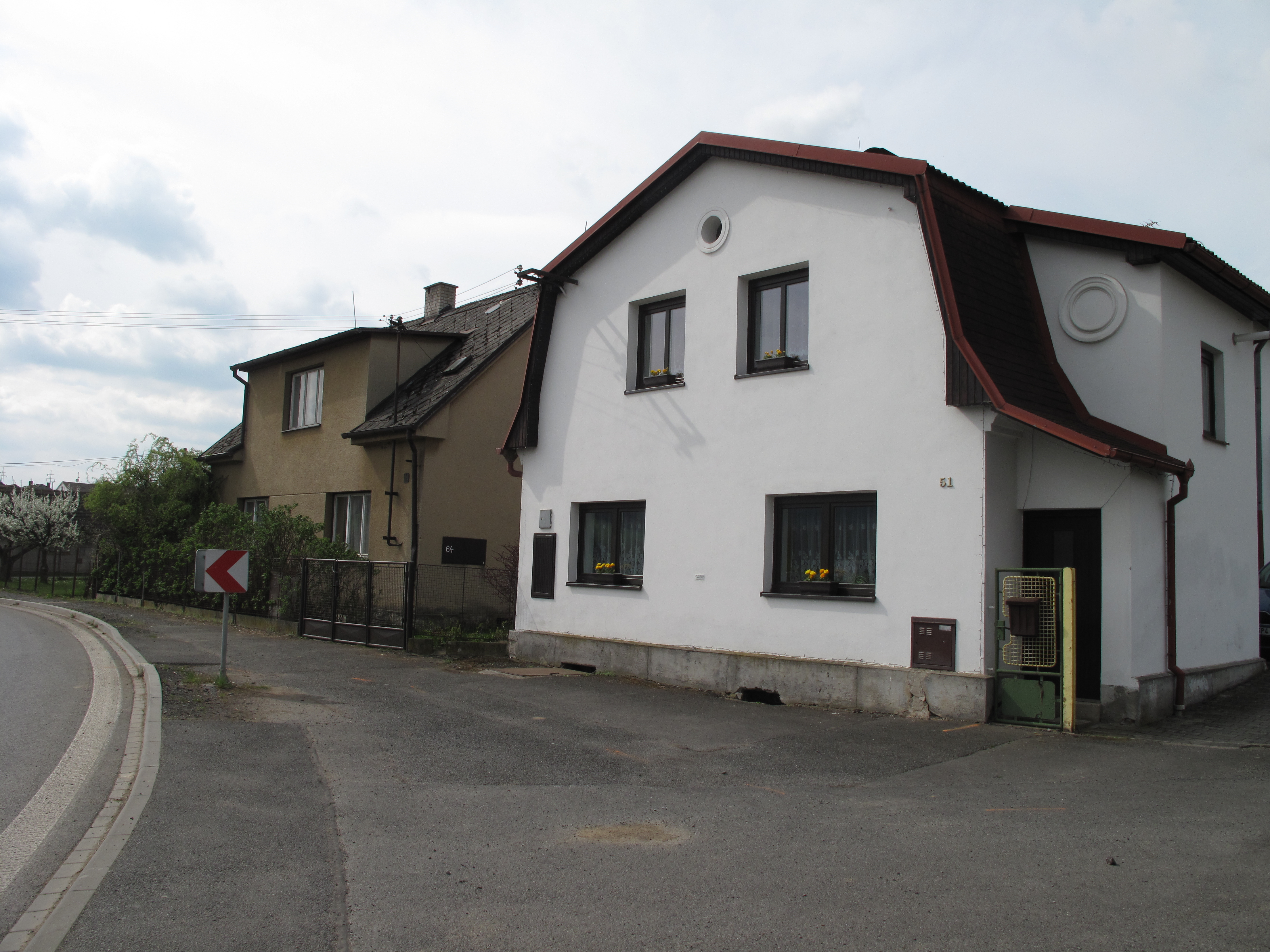
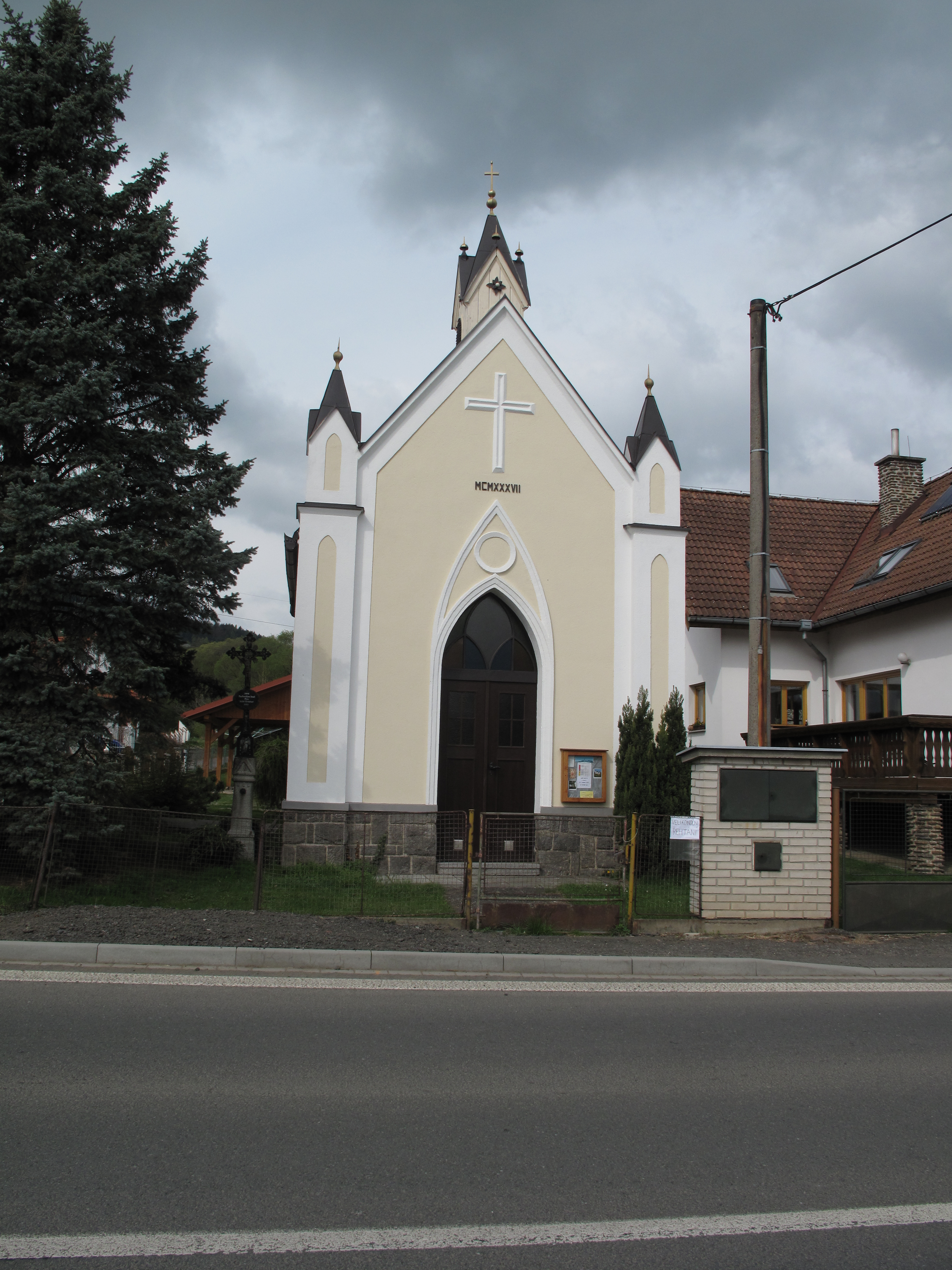